# 747공약
747공약은 2007년 대한민국의 대통령에 당선된 이명박 후보의 경제공약이다. 그는 2008년부터 2013년까지 재임했지만 목표를 달성하지 못했다.
보잉 747 항공기의 이름을 딴 이 공약은 7%의 경제성장, 1인당 GDP를 4만 달러로 끌어올리고 한국을 세계 7위의 경제 대국으로 만들겠다고 약속했다.
이 공약의 수립과 설계는 강만수 기획재정부 장관이 맡았다.
이명박 대통령 임기 초기에 한국은 10대 경제 대국에 속하지 않았고 1인당 GDP가 미화 2만 달러 미만이었다. 그가 취임한 지 몇 달 만에 이 공약의 성공은 2007~2008년의 금융 위기와 그에 따른 세계적인 경기 침체로 인해 위태로워졌다. 결국 747 공약은 실패로 끝났다.

## 같이 보기
- 대한민국의 경제
- 한반도 대운하
- MB 독트린